# Bulgaars-Orthodoxe Kerk
De Bulgaars-Orthodoxe Kerk (Bulgaars: Българска православна църква, Bălgarska pravoslavna cărkva) behoort tot de autocefale oosters-orthodoxe kerken. De Bulgaars-Orthodoxe Kerk heeft de status van patriarchaat. De opperste gerechtelijke en bestuurlijke macht wordt uitgeoefend door de Heilige Synode.

## Geschiedenis
De Bulgaarse Kerk werd opgericht in 865 toen Boris I gedoopt werd door Griekse missionarissen.
In 927 erkende het Patriarchaat van Constantinopel de autocefale status van de Bulgaarse Kerk. Daardoor is deze Kerk een van de oudste autocefale Kerk na de Patriarchaten van Rome, Constantinopel, Alexandrië, Antiochië, Jeruzalem en de Cypriotisch-Orthodoxe Kerk.
In de 11e eeuw – na de verovering van Bulgarije door Byzantium in 1018 – werd het patriarchaat door de Byzantijnse keizer afgeschaft; de patriarch werd aartsbisschop. In 1054 sloot de Bulgaarse Kerk zich dan ook aan bij Constantinopel en verbrak alle banden met de paus van Rome.
In 1235 werd het Bulgaarse patriarchaat hersteld tijdens het Tweede Bulgaarse Rijk.
Tegen het einde van de 14e eeuw maakte de Ottomaanse invasie een einde aan het bestaan van het patriarchaat. In 1453 werd de Bulgaarse Kerk onder jurisdictie van het Patriarchaat van Constantinopel geplaatst.
In 1870 vaardigde de sultan een decreet uit waarbij een Bulgaarse Kerk in de vorm van een exarchaat werd gesticht. Daarop excommuniceerde Constantinopel de Bulgaarse Kerk. Pas in 1945 volgde de erkenning van het Bulgaarse patriarchaat door de Patriarch van Constantinopel. In 1953 werd de Bulgaars-Orthodoxe Kerk terug een autocefaal patriarchaat.
Gedurende de communistische periode werden de kerkeigendommen geconfisqueerd door de staat. De grondwet van 1991 waarborgt de godsdienstvrijheid en erkent de oosterse orthodoxie als de traditionele godsdienst van Bulgarije.

## Organisatie en huidige situatie
De Kerk telt dertien bisdommen binnen de grenzen van Bulgarije en heeft jurisdictie over twee bisdommen in West- en Midden-Europa, Amerika, Canada en Australië. Er zijn in 58 kerkprovincies, die op hun beurt onderverdeeld zijn in bijna 2600 parochies.
De kerkdiensten in de parochies worden geleid door de ongeveer 1500 parochiepriesters.
De Bulgaars-Orthodoxe Kerk heeft ongeveer 120 kloosters.
Hier volgt een opsomming van de bisdommen:
- 1. bisdom Vidin
- 2. bisdom Vratsa
- 3. bisdom Lovetsj
- 4. bisdom Veliko Tarnovo
- 5. bisdom Dorostol (met zetel in Silistra)
- 6. bisdom Varna and Veliki Preslav (met zetel in Varna)
- 7. bisdom Sliven
- 8. bisdom Stara Zagora
- 9. bisdom Plovdiv
- 10. bisdom Sofia
- 11. bisdom Nevrokop (met zetel in Blagoëvgrad)
- 12. bisdom Pleven
- 13. bisdom Roese

De bisdommen in het buitenland zijn het 'bisdom van Centraal- en West-Europa' (met zetel in Berlijn) en het 'bisdom van Amerika, Canada en Australië' (met zetel in New York).
De Kerk telt bijna 6,5 miljoen leden in de republiek Bulgarije en tussen 1,5 en 2,0 miljoen in andere Europese landen, Amerika, Canada en Australië.
Het patriarchaat was vacant na het overlijden van Neofit van Bulgarije op 13 maart 2024. Op 30 juni 2024 werd metropoliet Daniel verkozen tot patriarch.

### Geografische distributie
Volgens de volkstelling van 2011 behoren ca 4,37 miljoen mensen tot de Bulgaars-Orthodoxe Kerk, wat gelijk staat aan 76 procent van alle respondenten op de optionele volkstelling. 
Dit percentage verschilt echter enorm per oblast, variërend van een kleine 20 procent in oblast Kardzjali tot bijna 9 op de 10 inwoners in oblast Kjoestendil.
| Oblast             | Bevolking (2011) | Aantal respondenten | Leden van de Bulgaars-Orthodoxe Kerk | Percentage van alle respondenten |
| ------------------ | ---------------- | ------------------- | ------------------------------------ | -------------------------------- |
| Kjoestendil        | 136.686          | 115.944             | 101.506                              | 88%                              |
| Sofia              | 247.489          | 192.110             | 167.620                              | 87%                              |
| Sofia (stad)       | 1.291.591        | 1.035.176           | 892.511                              | 86%                              |
| Pernik             | 133.530          | 106.094             | 90.367                               | 85%                              |
| Vidin              | 101.018          | 83.435              | 70.224                               | 84%                              |
| Gabrovo            | 122.702          | 99.969              | 83.955                               | 84%                              |
| Vratsa             | 186.848          | 130.808             | 106.989                              | 82%                              |
| Plovdiv            | 683.027          | 535.272             | 428.078                              | 80%                              |
| Veliko Tarnovo     | 258.494          | 202.024             | 160.705                              | 80%                              |
| Stara Zagora       | 333.265          | 265.244             | 210.440                              | 79%                              |
| Varna              | 475.074          | 359.209             | 283.143                              | 79%                              |
| Pleven             | 269.752          | 194.919             | 153.050                              | 79%                              |
| Blagoëvgrad        | 323.552          | 253.200             | 196.942                              | 78%                              |
| Chaskovo           | 246.238          | 196.214             | 152.392                              | 78%                              |
| Lovetsj            | 141.422          | 110.185             | 84.508                               | 77%                              |
| Pazardzjik         | 275.548          | 77.294              | 161.157                              | 76%                              |
| Jambol             | 131.447          | 102.782             | 77.175                               | 75%                              |
| Roese              | 235.252          | 192.108             | 144.073                              | 75%                              |
| Boergas            | 415.817          | 310.215             | 229.985                              | 74%                              |
| Montana            | 148.098          | 136.175             | 100.571                              | 74%                              |
| Sliven             | 197.473          | 139.989             | 100.523                              | 72%                              |
| Dobritsj           | 189.677          | 148.196             | 103.209                              | 70%                              |
| Sjoemen            | 180.528          | 152.940             | 83.930                               | 55%                              |
| Silistra           | 119.474          | 100.278             | 51.793                               | 52%                              |
| Targovisjte        | 120.818          | 90.132              | 45.963                               | 51%                              |
| Razgrad            | 125.190          | 104.104             | 41.116                               | 40%                              |
| Smoljan            | 121.752          | 72.927              | 28.294                               | 39%                              |
| Kardzjali          | 152.808          | 117.232             | 23.916                               | 20%                              |
| Bulgarije (totaal) | 7.364.570        | 5.758.301           | 4.374.135                            | 76%                              |

Volgens de volkstelling van 2001 vormen de aanhangers van de Bulgaars-Orthodoxe Kerk de meerderheid in 217 gemeenten in Bulgarije (er zijn in totaal 262 gemeenten). In 120 van deze 217 gemeenten behoort zelfs meer dan 90 procent tot deze Kerk en in 14 gemeenten beweert bijna iedereen (meer dan 99 procent van de bevolking) er deel van uit te maken.

## Nederland en België
In Nederland heeft de Bulgaars-Orthodoxe Kerk één parochie in Den Haag en in België is er één in Schaarbeek.